# Menhir et dolmen de l'Aurière
Le menhir de l'Orrière, appelé aussi Pierre sonnante de l'Aurière, et le dolmen de l'Aurière (ou Orrière) sont deux mégalithes, séparés d'environ 200 m , situés à Chigné, dans le département français de Maine-et-Loire en France.

## Protection
Les deux édifices sont inscrits au titre des monuments historiques en 1983.

## Le menhir
C'est un monolithe en grès de forme pyramidale allongée, dépassant de 1,60 m au-dessus du sol. Selon Bousrez, il mesurait 1,70 m en 1894 et selon Millet 2 m en 1865, il est donc probable que progressivement le sol se soit surélevé du fait des travaux agricoles.
En raison de sa proximité avec la limite départementale séparant le Maine-et-Loire de la Sarthe, il a longtemps été confondu avec une borne départementale.
Selon la légende locale, la pierre sonne à midi, d'où son nom.

## Le dolmen
L'édifice est désormais effondré mais on dispose d'une photographie d'avant son effondrement, datée du début du XXe siècle. C'était un monument de forme rectangulaire constitué d'une table de couverture (2 m de large sur 3 m de long et 0,70 m d'épaisseur) reposant sur trois orthostates de taille inégale : une longue dalle côté nord et deux piliers plus petit au sud-est et au sud-ouest. Ce dernier s'est écroulé entraînant le glissement de la table et l'effondrement du pilier sud-est, tandis que l'orthostate nord demeurait en place. Les deux trous visibles sur cette dalle nord sont probablement d'origine naturelle.
À l'époque où l'on croyait que les dolmens étaient des tables de sacrifices humains, on montrait « la protubérance servant d'oreiller aux jeunes filles immolées ».